# Especie casi amenazada

La categoría Casi Amenazado en la versión 3.1 de 2008 de la Lista Roja de la UICN.

Una especie se considera casi amenazada (abreviado oficialmente como NT desde el nombre original en inglés, Near Threatened) cuando, tras ser evaluada por la UICN, no satisface los criterios de las categorías vulnerable, en peligro o en peligro crítico de la Lista Roja elaborada por la organización, aunque está cercano a cumplirlos o se espera que así lo haga en un futuro próximo.

La categoría Casi Amenazado en la versión 2.3 de 1994 de la Lista Roja de la UICN.

En inglés es: EX = Extinct. EW = Extinct in the wild. CR = Critically endangered. EN = Endangered. VU = Vulnerable. NT = Near Threatened. LR = Lower Risk. DD = Data Deficient. NE = Not Evaluated.
Especies que dependen de medidas de conservación para prevenir que entren a alguna de las categorías que denotan amenaza también se pueden encontrar en esta categoría. En la versión 2.3 de la lista estas especies se clasificaban bajo la categoría dependiente de conservación, y casi amenazado era una subcategoría de "bajo riesgo" (LR), siendo su abreviación oficial LR/nt o (nt).
En la versión 2008 de la Lista Roja, se incluyen 2448 taxones de animales y 1065 de plantas en la categoría Casi Amenazado. Algunos ejemplos son la nutria europea y el lobo colorado.
A partir de 2024, la Lista Roja de la UICN incluye un total de 169 420 especies evaluadas, de las cuales más de 47 000 están amenazadas (es decir, catalogadas como Vulnerables, En Peligro o En Peligro Crítico)

## Clasificaciones similares
Algunos sistemas poseen categorías similares, por ejemplo:
- Los criterios población en disminución (Dec) y en recuperación (RC) incluyen a especies cercanas a la categoría de especie amenazada dentro del Sistema de Clasificación de Amenazas de Nueva Zelanda. Aun así pertenecen a la clasificación de especies en riesgo.[6]
- La categoría G4 otorgada por la organización conservacionista NatureServe incluye a todas las especies que a nivel global se encuentran "aparentemente seguras".[7]